# 陳瑛
陳瑛（ちん えい、1373年 - 1411年）は、明初の官僚。河南行省揚州路滁州（現在の安徽省滁州市）の人。靖難の変の後、讒言などによって建文帝の旧臣たちを数多く死に至らしめた奸臣。諡は醜厲（しゅうれい）。

## 生涯

### 洪武・建文年間
洪武年間、推薦されて国子監に入る。その後御史に抜擢され、山東按察使の任に着いた。建文元年、北平僉事の官に移ったが、燕王朱棣（のちの永楽帝）から賄賂を受け取って共に謀反を計画している旨を湯宗に告発されたことで、広西に左遷された。しかし靖難の変で勝利した朱棣が永楽帝として帝位につくと、陳瑛も都察院左副都御史に返り咲いた。
陳瑛は元々残忍な性格であったが、皇帝の寵愛を受けたことでエスカレートした。左副都御史に着任するとすぐに、侍郎の黄観や少卿の廖昇といった、永楽帝に仕えることを潔しとしない建文帝側の家臣たちを追捕・処刑するよう進言したが、永楽帝に容れられなかった。しかしそれでもなお、陳瑛は方孝孺らが獄中で書いた文章を読むと、建文帝の旧臣たちの家財を没収し、遺された婦女を他人にあてがい、遠い親族までもをすべて連座させた。胡閏の獄では数百の家に累が及んだ。居並ぶ御史たちがみな涙を流す中、陳瑛は「この者たちを反逆者として処断しなければ、我々の方が無名に終わったろうよ」と言ってのけたという。

### 永楽年間
永楽元年（1403年）、左都御史に昇進した陳瑛はいっそう激しく他者を陥れるようになり、梅殷・盛庸・耿炳文・李景隆といった建文帝側からの投降者たちも陳瑛によって幽閉や死へと追いやられた。永楽3年（1405年）には皇帝の不興を買った雒僉を弾劾して誅殺の口実を作り、同年には駙馬の胡観を、5年後の永楽8年（1410年）には降平侯の張信を失脚させた。このほか、陳瑛が都御史を務める間に処罰された宗族や大臣は10人以上、官僚や軍人まで含めると数十人に上った。
ただし、永楽帝は陳瑛の告発能力に信を置いていた一方でその残虐さも理解していたため、全ての奏上を聞き入れることはしなかった。たとえば、高文雅が朝議で建文期の恤民政策について率直に述べ、さらに避諱を行わなかった時、陳瑛は高文雅を処罰するよう進言したが、永楽帝は逆に陳瑛の酷薄さを批判した。また、穀物を載せた官船が沈んだ時、陳瑛は責任者を死罪にするよう主張したが、永楽帝は死者が出なかったのだからそれでよいとして赦した。
永楽8年（1410年）、永楽帝は皇太子朱高熾（のちの洪熙帝）に北京を任せてモンゴル親征を開始した。この間、陳瑛は兵部主事の李貞が賄賂を受け取っていると訴え、李貞は投獄された。しかし李貞の妻が鼓を打ち鳴らして冤罪を訴え、李貞自身も最後まで無実を主張して獄死、さらにはその後、六部の調査によって李貞が潔白であったことが発覚した。これを承けて、刑科給事中の耿通らが陳瑛を罪に問うよう上奏したが、陳瑛が永楽帝の寵愛を受けていたため、この時は皇太子にも手の打ちようがなかった。しかし翌9年には永楽帝との関係も悪化し、陳瑛は投獄・処刑されることとなった。陳瑛の処刑に、天下は快哉を叫んだという。

### 没後
『明史』では、私利私欲のために残虐な行いを重ね、君主に迎合して善人を害した人物として、奸臣伝に名を入れられている。南明の弘光帝の時に、醜厲の諡を追贈された。